# مگنوس آنبو
مگنوس آنبو (انگلیسی: Magnus Anbo؛ زادهٔ ۱۸ سپتامبر ۲۰۰۰) بازیکن سابق فوتبال اهل دانمارک است که در پست دفاع راست بازی می‌کرد.